# チング 〜愛と友情の絆〜
『チング〜愛と友情の絆〜』は、2009年6月27日から同年8月30日まで大韓民国MBCで放送されたテレビドラマ。全20話。

## 概要
2001年に公開された映画『友へ チング』（日本での公開は2002年）を元に制作されたテレビドラマ。

## キャスト
- ハン・ドンス：ヒョンビン
- イ・ジュンソク：キム・ミンジュン
- ジョン・サンテク：ソ・ドヨン
- キム・ジュンホ：イ・シオン
- チェ・ジンスク：ワン・ジヘ
- ミン・ウンジ：チョン・ユミ
- ソン・ソンエ：ペ・グリン
- ドルコ：イム・ソンギュ（林成奎：車道鎮（チャ・ドンジン）（朝鮮語版）の別名義＝本名）

## 韓国国外での放送

### 日本
日本では、2010年1月17日から同年5月30日までBSフジにて毎週日曜19:00 - 19:55に日本語吹替版にて放送された。吹き替えを担当した声優は以下の通り:
- ハン・ドンス: 川中子雅人[1]
- キム・ジュンホ: 石上裕一[2]
- チェ・ジンスク: 榊原奈緒子[3]
- ミン・ウンジ: 嶋村侑[4]
- ソン・ソンエ: うえだ星子[5]
- ドルコ: 青木強[6]
- ホン・マダム: 安芸けい子[7]

## スタッフ
- 演出：クァク・キョンテク、キム・ウォンソク
- 脚本：クァク・キョンテク、キム・ウォンソク、ハン・スンウン